# Hamar Arbeiderblad

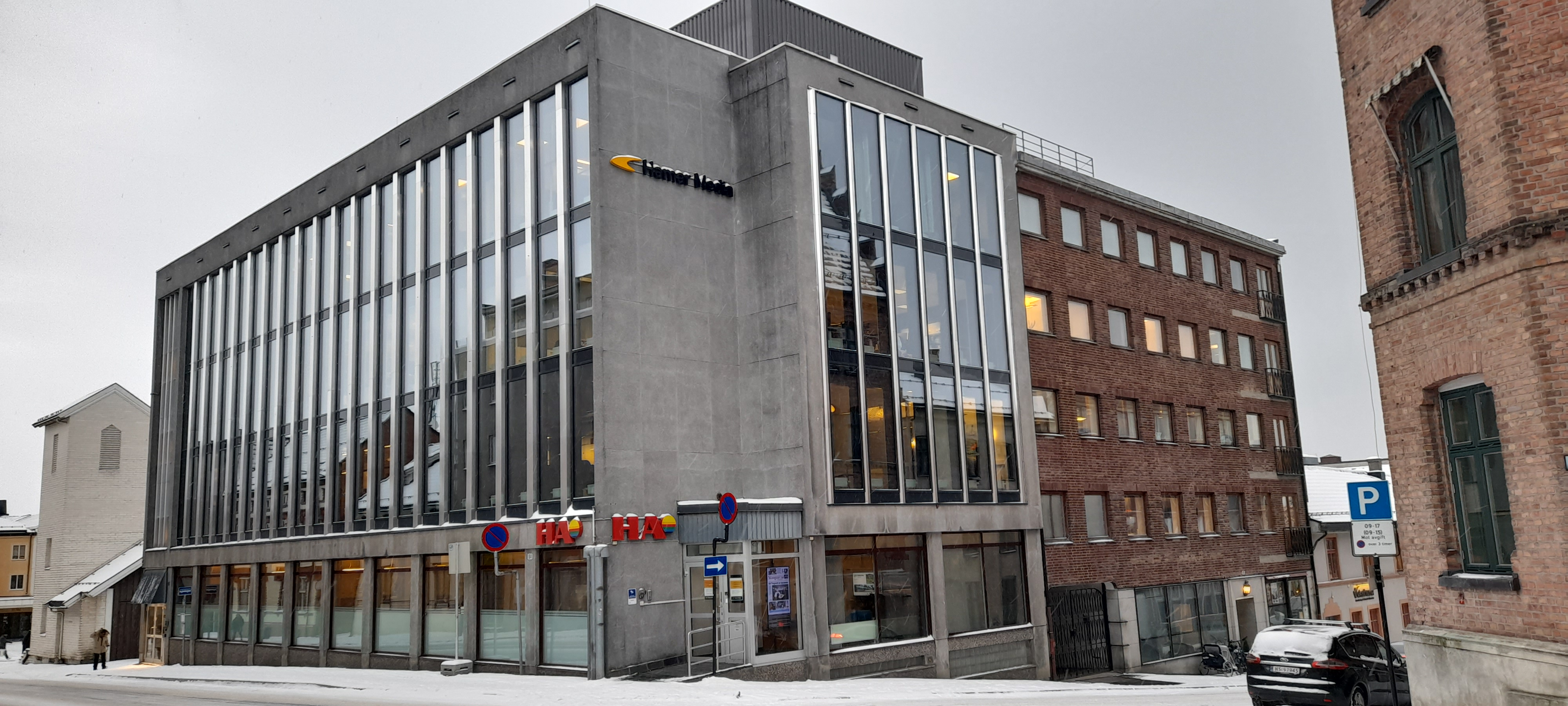
Hamar Arbeiderblad Hamar Arbeiderblad beläget i Grønngata 64, Hamar

Hamar Arbeiderblad (HA) är en tidning utgiven i Hamar, Norge. Tidningens chefredaktör är Katrine Strøm. Hamar Arbeiderblad ägs av Hamar Media.
Tidningens nättidning är en betalsajt för de som inte är åretrunt-prenumeranter, och HA var en av de första tidningarna som började med detta.